# خورشیدگرفتگی ۲۲ ژوئن ۲۰۸۵
خورشیدگرفتگی ۲۲ ژوئن ۲۰۸۵ (به انگلیسی: Solar eclipse of June 22, 2085) یک خورشیدگرفتگی از نوع خورشیدگرفتگی حلقه‌ای است. این خورشیدگرفتگی در تاریخ ۲۲ ژوئن ۲۰۸۵ میلادی (‎۲ تیر ۱۴۶۴ خورشیدی) روی خواهد داد که زمان اوج آن، ساعت ۳:۲۱:۱۶ به‌وقت ساعت هماهنگ جهانی است. مدت زمان و طول این خورشیدگرفتگی ۳ دقیقه و ۲۹ ثانیه خواهد بود.